# 埃格利斯維爾

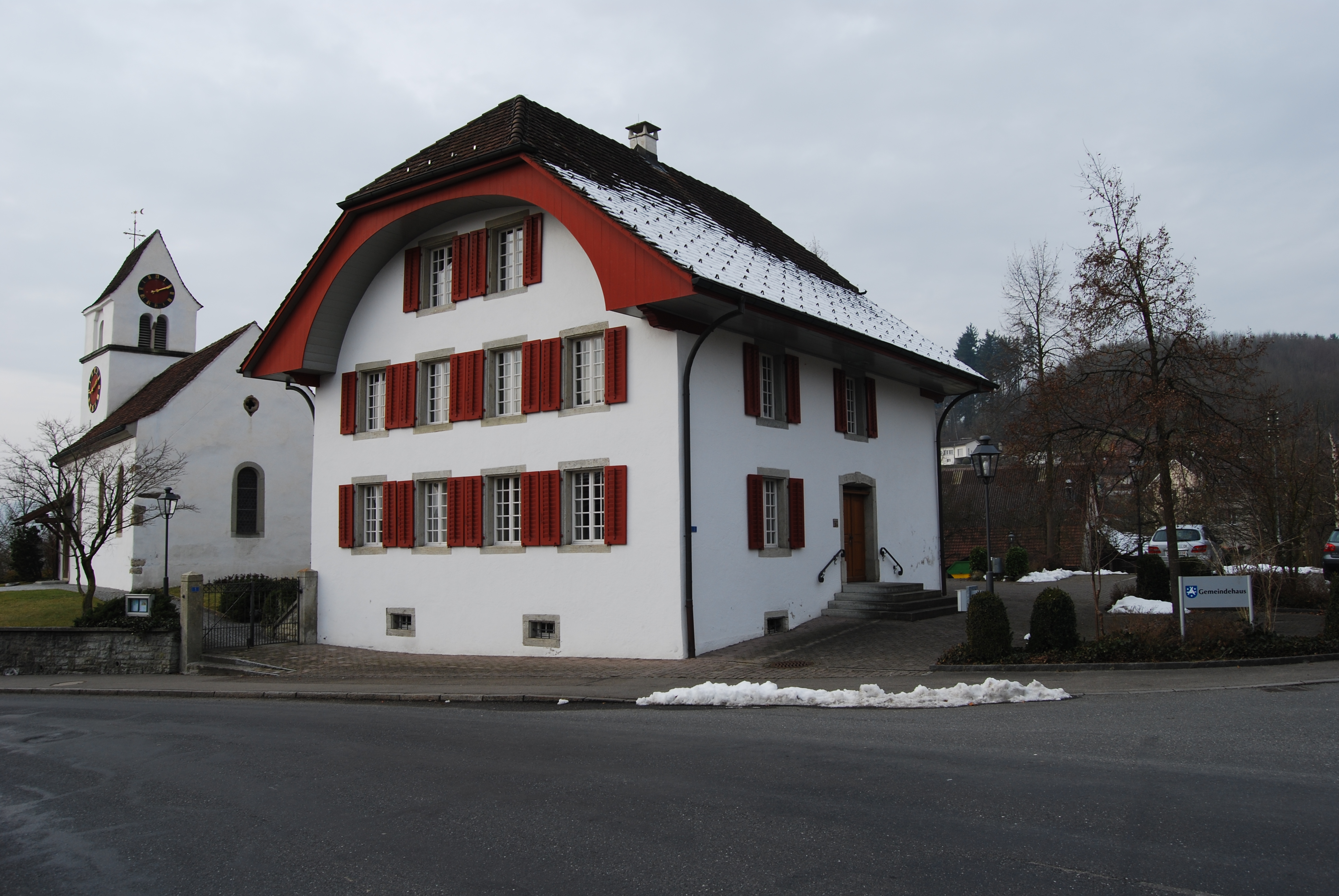

埃格利斯維爾是瑞士的城鎮，位於該國北部，由阿爾高州負責管轄，面積6.29平方公里，海拔高度470米，2012年人口1,344，七成人口信奉基督教，人口密度每平方公里214人。